# Myrcenol
Myrcenol je terpenoidový alkohol, který je obsažen v oleji z levandule.
Vyskytuje se též v chmelu otáčivém; jeho E-izomer je rovněž feromonem u kůrovců.

## Využití při výrobě parfémů
Myrcenol se vyrábí z myrcenu; nejprve se provede hydroaminace 1,3-dienu, po níž následuje hydrolýza a nakonec se za katalýzy palladiem odstraní aminová skupina. Jako 1,3-dien může myrcenol vstupovat do Dielsových–Alderových reakcí s některými dienofily, jako je například akrolein, za vzniku derivátů cyklohexenu, které také lze využít na výrobu vůní.